# Linaria tristis
Linaria tristis  (лат.) — травянистое многолетнее растение, вид рода Льнянка из семейства Подорожниковые (Plantaginaceae).
Многолетнее растение. Стебли высотой до 25 (-35) см, простые или слегка разветвленные. Листья до 20 х 2,5 мм, от обратноланцетовидных до линейных. Соцветия до 5 см при плодах. Венчик 18-27 мм, жёлтый с прожилками. Капсула 3,5-6 мм, шаровидная. Семена 2-3,2 x 1,5-2,5 мм. Цветение и плодоношение с марта по июнь.
Вид распространён на юге Пиренейского полуострова, северо-западе Африки (Марокко, Алжир). Растёт на скалистых и известняковых песчаниках, на каменистых землях.